# キリストの黄泉下り
『キリストの黄泉下り』（キリストのよみくだり、西: Bajada de Cristo al Limbo、英: Christ’s Descent into Limbo）は、イタリア・盛期ルネサンス期の画家セバスティアーノ・デル・ピオンボが1516年にキャンバス上に油彩で描いた絵画である。本来、エルミタージュ美術館 (サンクトペテルブルク) に所蔵されている『キリストの哀悼』を中央に配置した三連祭壇画において、現存しない『使徒たちの前に現れるキリスト』とともに片翼をなしていた。この三連祭壇画を依頼したのは、カトリック王フェルナンドと神聖ローマ皇帝カール5世の時代の1506-1521年にスペインのローマ大使であったへロニモ・ビック・イ・バルテーラ (Jerónimo Vich y Valterra) である。その後、へロニモの曾孫のディエゴが祭壇画をフェリペ4世に譲渡し、1657年にエル・エスコリアル修道院にあったことが記録されている。本作は現在、マドリードのプラド美術館に所蔵されている。

## 作品
本作は、イエス・キリストが煉獄 (黄泉) に下る場面を表している。キリスト教では、神と深くかかわった人物たちも死後にすぐ天国に行くことはできない。彼らの魂は、天国でも地獄でもない場所である煉獄に閉じ込められるとされている。キリストも磔刑後、復活するまでの3日間は父祖たちのいる煉獄に向かう。キリストが訪れることで初めて、彼らの善良な魂は救済され、天国に導かれるのである。
画面では、白いチュニックを身に着けたキリストが勝利の御旗を持っている。彼は画面左下にいる裸体のアダムとイヴのほうに身体を屈めているが、アダムとイヴは煉獄から救済され、天国に導かれることを望んでいるのである。この逸話は、「聖書外典」、とりわけ「ニコデモによる福音書」に記述されている。
セバスティアーノはヴェネツィアのジョヴァンニ・ベッリーニの工房で修業をしたが、1511年にローマに移ってからはミケランジェロに学んだ。この作品にはヴェネツィア派絵画に由来する洗練された色彩や劇的な表現が見られると同時に、キリストの逞しい身体表現においてミケランジェロの影響が見られる。本作はこの点で同じくプラド美術館に所蔵されている『十字架を担うキリスト』と共通しており、へロニモ・ビック・イ・バルテーラに委嘱されたこれら2作は同時に描かれたものと考えられる。
なお、1867年ごろ、フランスの画家ポール・セザンヌは本作の複製を制作しており、その複製は現在パリのオルセー美術館に所蔵されている。

## ギャラリー

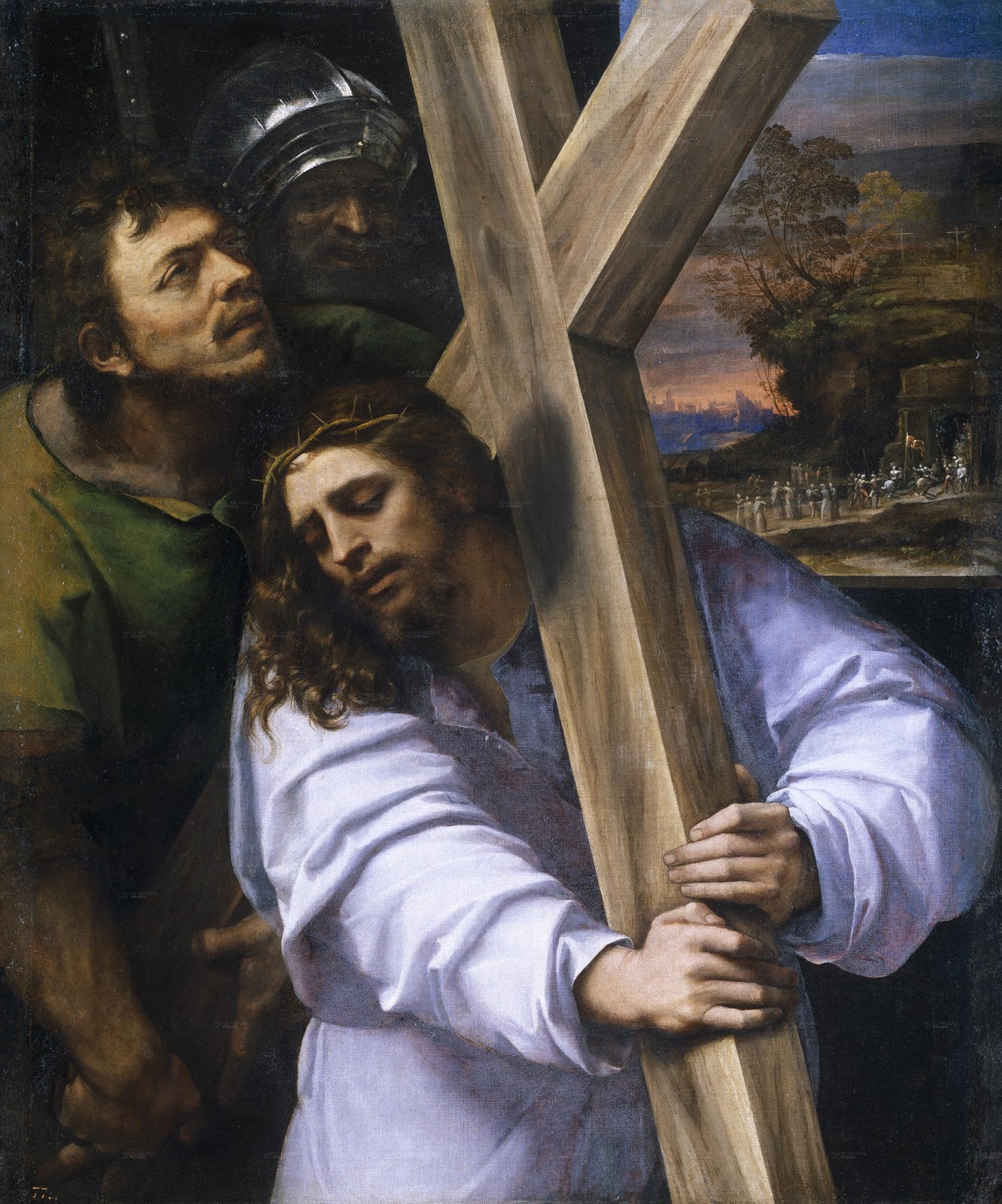
セバスティアーノ・デル・ピオンボ『十字架を担うキリスト』、プラド美術館 (マドリード)、1516年ごろ
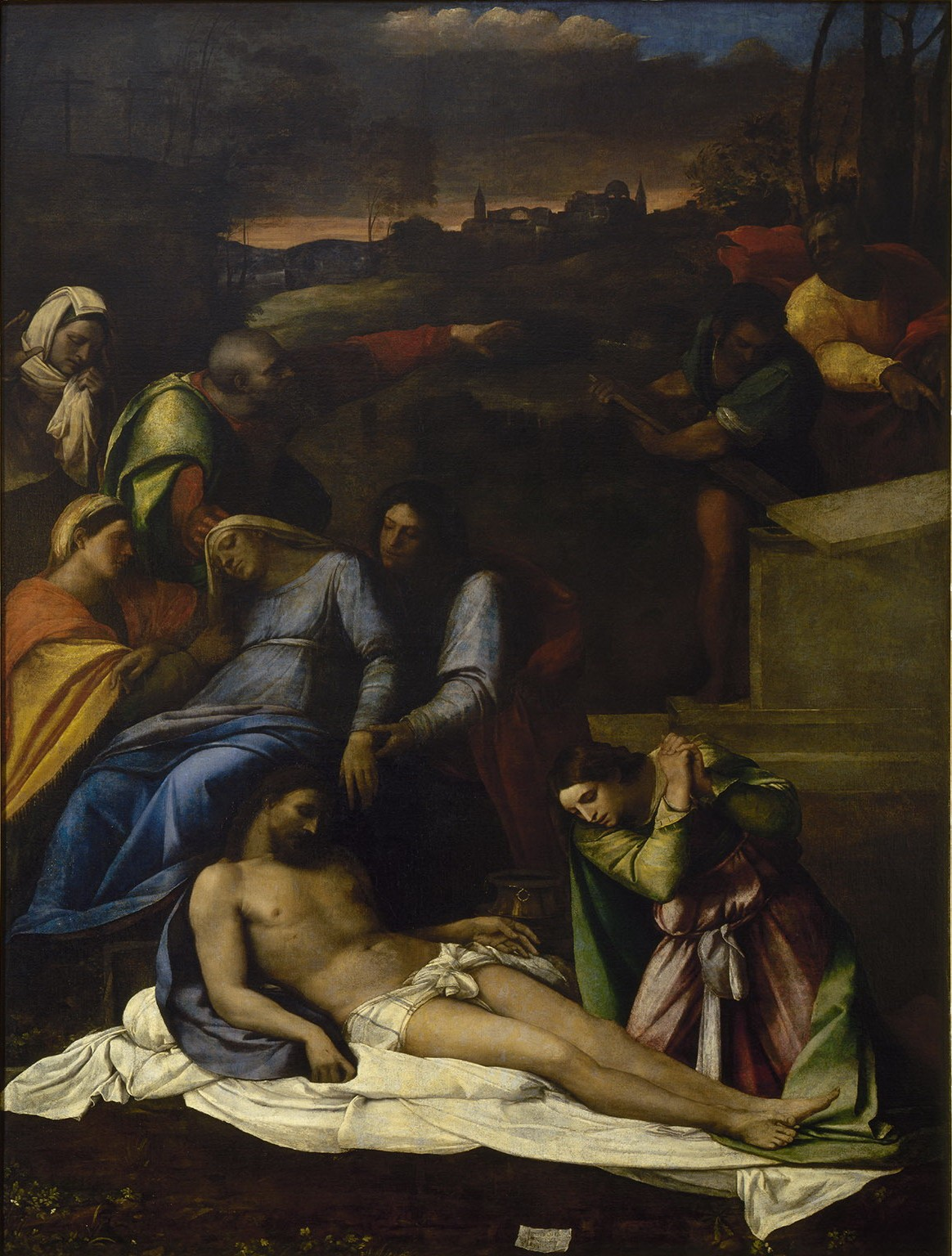
セバスティアーノ・デル・ピオンボ『キリストの哀悼』、エルミタージュ美術館 (サンクトペテルブルク)、1516年